# Sandra Celoni
Sandra Celoni (* 6. März 1995 in Pontedera) ist eine italienische Ruderin.

## Karriere
Sandra Celoni begann 2006 mit dem Rudersport. 2011 gab sie ihr internationales Debüt bei den Junioren-Europameisterschaften, wo sie im Vierer ohne Steuerfrau den Titel gewinnen konnte. Bei den anschließenden Junioren-Weltmeisterschaften belegte sie mit Ludovica Lucidi, Sara Magnaghi und Beatrice Arcangiolini den vierten Platz im Vierer ohne. Ein Jahr später machte sie bei den Junioren-Europameisterschaften 2012 einen Doppelstart im Vierer ohne Steuerfrau und im Achter. Im Vierer ohne konnte sie mit Chiara Ondoli, Silvia Terrazzi und Beatrice Arcangiolini vor den Booten aus Polen und der Ukraine den Titel gewinnen. Mit dem italienischen Achter gewannen die vier die Silbermedaille hinter den Rumäninnen. Anschließend machten die vier auch bei den Junioren-Weltmeisterschaften 2012 einen Doppelstart im Vierer ohne und im Achter. Dieses Mal konnten sie im Vierer ohne keine Medaille gewinnen und belegten am Ende den vierten Platz. Alle vier saßen auch im italienischen Achter, in dem sie zusammen mit Serena Lo Bue, Ilaria Broggini, Ludovica Lucidi, Giorgia Lo Bue und Federica Cesarini die Bronzemedaille gewinnen konnten. 2013 machte sie bei der Junioren-Europameisterschaft denselben Doppelstart wie im Jahr zuvor. Im Vierer ohne gewann sie dieses Mal die Bronzemedaille zusammen mit Ilaria Broggini, Silvia Terrazzi und Veronica Calabrese. Im Achter gewann sie die Silbermedaille hinter den Rumäninnen. Im August startete sie bei der Junioren-Weltmeisterschaft dieses Mal nur im Achter. Hinter den Booten aus Rumänien und Deutschland konnte der italienische Achter die Bronzemedaille gewinnen.
2014 ging sie zusammen mit Elsa Carparelli, Erika Faggin, Ilaria Broggini, Laura Basadonna, Veronica Calabrese, Sara Barderi, Benedetta Bellio und Franziska Goller im Achter bei den Europameisterschaften in Belgrad an den Start. Sie belegten den dritten Platz im B-Finale, was in der Endabrechnung Platz neun bedeutete. Anschließend startete sie auch bei den U23-Weltmeisterschaften im Achter. Im Hoffnungslauf belegten sie mit etwas mehr als einer Sekunde Rückstand auf die Polinnen den fünften Platz. Da nur die ersten vier Boote sich für das Finale qualifizierten schied der italienische Achter als siebtes Boot aus.

## Internationale Erfolge
- 2011: Goldmedaille Junioren-Europameisterschaften im Vierer ohne Steuerfrau
- 2011: 4. Platz Junioren-Weltmeisterschaften im Vierer ohne
- 2012: Goldmedaille Junioren-Europameisterschaften im Vierer ohne
- 2012: Silbermedaille Junioren-Europameisterschaften im Achter
- 2012: 4. Platz Junioren-Weltmeisterschaften im Vierer ohne
- 2012: Bronzemedaille Junioren-Weltmeisterschaften im Achter
- 2013: Bronzemedaille Junioren-Europameisterschaften im Vierer ohne
- 2013: Silbermedaille Junioren-Europameisterschaften im Achter
- 2013: Bronzemedaille Junioren-Weltmeisterschaften im Achter
- 2014: 9. Platz Europameisterschaften im Vierer ohne
- 2014: 7. Platz U23-Weltmeisterschaften im Achter